# Pedocomunhão
Pedocomunhão ou comunhão infantil é a prática da inclusão de crianças na celebração da eucaristia. É uma prática comum na Igreja Ortodoxa, Igrejas Católicas Orientais. Todavia, é uma prática incomum na Igreja Latina e na maior parte do Protestantismo.

## Denominações protestantes
Entre as denominações que praticam a pedocomunhão estão:
- Comunhão de Igrejas Evangélicas Reformadas
- Igreja Presbiteriana do Pacto
- Federação de Igrejas Reformadas
- Igreja Presbiteriana Independente do Brasil[7]
- Igreja Presbiteriana Unida do Brasil
- Igreja Evangélica de Confissão Luterana do Brasil
- Igreja Metodista do Brasil
- Igreja Presbiteriana da Colômbia
- Igreja Evangélica Presbiteriana Costarricense
- Igreja Evangélica Nacional Presbiteriana da Guatemala
- Igreja Cristã Reformada de Honduras
- Igreja Reformada Calvinista em El Salvador
- Igreja Evangélica Valdense do Rio da Prata
- Igrejas Reformadas na Argentina